# ميخائيل ديلاني
ميخائيل ديلاني (بالإنجليزية: Michael Delaney)‏ هو محامي أمريكي، ولد في 19 يوليو 1969 في دانفرز في الولايات المتحدة.